# Palaquium polyanthum
Palaquium polyanthum là một loài thực vật có hoa trong họ Hồng xiêm. Loài này được (Wall. ex G.Don) Baill. mô tả khoa học đầu tiên năm 1884.